# War Story
War Story è un film del 2014 diretto da Mark Jackson.
Jackson aveva precedentemente diretto il film Without (2011). Tra le principali star che hanno partecipato al film si annoverano Catherine Keener, Hafsia Herzi e Ben Kingsley. La sceneggiatura è stata scritta da Kristin Gore, la fotografia è stata diretta da Reed Morano, mentre la colonna sonora è stata composta da Dave Eggar, Chuck Palmer e Amy Lee.
Il film è stato presentato in anteprima mondiale al Sundance Film Festival il 19 gennaio 2014, quando ancora la colonna sonora non era conclusa. Il film è stato in seguito mostrato all'International Film Festival Rotterdam 2014.

## Trama
Una fotografa di guerra di nome Lee decide di postarsi in Sicilia invece di tornare a casa a New York, per dimenticarsi del fatto di essere stata presa in ostaggio in Libia. In Sicilia, incontra per caso il suo ex fidanzato e mentore Albert e tenta di aiutare Hafsia, una giovane immigrata tunisina, a scappare in Francia.

## Colonna sonora
La colonna sonora del film è stata scritta e composta da Amy Lee, cantante della rock band statunitense Evanescence, e Dave Eggar. Una buona parte della composizione è stata co-accreditata anche a Chuck Palmer. La colonna sonora è in gran parte strumentale ma non mancano parti cantate. Tra queste spiccano Lockdown, Push the Buttom e Dark Water (premiata agli Independent Music Awards nella categoria World Beat Song).
La colonna sonora è stata in seguito pubblicata in un album, Aftermath, il 25 agosto 2014. L'album contiene tracce tratte e ispirate del film.

## Riconoscimenti
| Anno | Premio                                | Categoria   | Ricevente    | Risultato   |
| ---- | ------------------------------------- | ----------- | ------------ | ----------- |
| 2014 | International Film Festival Rotterdam | Tiger Award | Mark Jackson | Candidato/a |